# HŠK Zvonimir Zagreb
Hrvatski športski klub Zvonimir Zagreb bio je hrvatski nogometni klub iz Zagreba.
Nastao je tijekom ljeta 1941., za vrijeme NDH, spajanjem zagrebačkih klubova Ilirija, Slavija i Tipografija.
U svojoj debitantskoj sezoni, 1941./42., završio je na posljednjem, 10. mjestu I. razreda čime je ispao u 2. razred. Naredne sezone završio je na 8. mjestu, posljednjem mjestu II. razreda.